# 신철주
신철주(申喆宙 , 1938년 8월 4일 ~ 2005년 6월 22일, 제주도 제주시 한림읍)는 대한민국의 공무원 출신 정치인이다. 전직 제주도 북제주군수이다.

## 학력
- 1952년 귀덕초등학교 졸업
- 1955년 한림중학교 졸업
- 1958년 한림공업고등학교 졸업
- 제주대학교 대학원  고급관리자과정(1991년 ~ 1992년)

## 경력
- 제주도 북제주군청 근무(1964.10 ~ 1974.12)
- 제주도 문화계장·감사계장·행정계장(1974.12 ~ 1985.08)
- 제주도 세정, 감사, 지방과장(1985.08 ~ 1989.02)
- 제주도 내무국 지방과장(1988)
- 제주도 제주시청 기획실장(1989.02 ~ 1989.10)
- 제주 북제주군 부군수(1989.10 ~ 1991.07)
- 제주도 공보관·기획담당관(1991.07 ~ 1993.03)
- 제주도 식산국·지역경제국·내무국장(1993.  03 ~ 1994. 09)
- 제30대 제주도 북제주군수(1994.10.4 ~ 1995.03.29, 관선)
- 제31대 ~ 제33대 제주도 북제주군수(1995.07.01 ~ 2005.06.22, 3선, 한나라당)

## 수상
- 2000년:국가보훈처 제1회 보훈문화상

## 역대 선거 결과
|  | 37.19% |

|  | 62.77% |

|  | 60.27% |